# Eurychoria vulpina
Eurychoria vulpina là một loài bướm đêm trong họ Geometridae.